# Instituto del Libro de Ucrania
Instituto del Libro de Ucrania es una institución estatal dependiente del Ministerio de Cultura de Ucrania. Su objetivo es diseñar la política estatal en el ámbito del libro, promover la lectura de libros en Ucrania, apoyar la edición de libros, fomentar las actividades de traducción y popularizar la literatura ucraniana en el extranjero.

## Historia
El Instituto Ucraniano del Libro se creó en 2016. Rostislav Semkiv fue el primer director "interino" elegido de la institución, y en junio de 2017, el Instituto tuvo una directora "oficial": Tatiana Teren. Consiguió sentar las bases de sus actividades: preparar la documentación, organizar las condiciones de trabajo. Seis meses más tarde, Teren se marchó. Antes de la elección del siguiente director, las funciones de jefe del Instituto fueron desempeñadas por Sergey Yasinsky, y luego por Ruslan Mironenko. Según los resultados del nuevo concurso, que tuvo lugar el 26 de julio de 2018, la ganadora fue Olexandra Koval, directora de la ONG "Foro de editores". Comenzó a trabajar como directora en funciones el 10 de octubre de 2018. El 12 de diciembre, Olexandra Koval fue nombrada oficialmente para el cargo.

## Actividades

### Funciones
- financiación de las traducciones hacia y desde el ucraniano
- ejecución de programas estatales relacionados con la divulgación y el apoyo a la lectura
- organización y celebración de concursos para la publicación de libros con cargo a fondos públicos que aún no han sido publicados
- realización de programas de residencia para artistas
- inicio de investigaciones y estudios sobre el sector editorial en Ucrania, previendo su desarrollo
- apoyo a las editoriales ucranianas y extranjeras que publican libros en ucraniano
- desarrollo y organización de eventos de apoyo a la edición de libros ucranianos
- establecimiento de la comunicación entre las entidades del sector editorial
- cooperación con los medios de comunicación[10]

### Solicitudes
1. La promoción de la literatura ucraniana en el extranjero - proyectos internacionales, participación en ferias del libro extranjeras, creación de una red global de socios y personas interesadas en la literatura ucraniana.
2. El programa de apoyo a la traducción que promueve la aparición de traducciones de la literatura ucraniana mediante la concesión de subvenciones a los editores extranjeros.
3. El programa de libros ucranianos apoya y promueve el desarrollo del mercado del libro ucraniano mediante la financiación de nuevas publicaciones.
4. El programa de la biblioteca digital es un proyecto para crear una base de datos digital completa de clásicos ucranianos, libros nuevos y publicaciones raras a disposición de todos.
5. El programa de fomento de la lectura en Ucrania es una serie de proyectos nacionales destinados a mejorar el nivel y la calidad de la lectura de la población.
6. El programa de reposición de las bibliotecas públicas es la reposición de los fondos de las bibliotecas públicas de toda Ucrania con publicaciones actualizadas.

### Programa de reposición de la biblioteca pública
En 2018, el Instituto Ucraniano del Libro implementó por completo el programa de reposición de las bibliotecas públicas, que comenzó el 5 de octubre. Para su implementación, el Estado proporcionó 120 millones de grivnas, redistribuyendo fondos del programa del Libro Ucraniano. El equipo del Instituto logró implementarlo en un tiempo extremadamente corto.
El Instituto Ucraniano del Libro recibió 2.779 solicitudes de 137 editoriales para su consideración. El consejo de expertos seleccionó de entre ellas 741 libros para su compra con cargo al Estado. Se celebró una reunión del comité de licitación, procedimientos de negociación con las editoriales, una reunión del Consejo de Supervisión y la publicación de los contratos concluidos en el sistema Prozorro. Según los resultados del programa, las bibliotecas públicas recibieron 984.449 ejemplares de 91 editoriales, que costaron 114.397.900 grivnas.